# Ostendorf (Halver)
Ostendorf ist eine Hofschaft in Halver im Märkischen Kreis im Regierungsbezirk Arnsberg in Nordrhein-Westfalen (Deutschland).

## Lage und Beschreibung
Ostendorf liegt auf 330 Meter über Normalnull auf einem Höhenzug zwischen den Tälern der Hälver und der Volme im nordöstlichen Halver an der Bundesstraße 229 unmittelbar an der Stadtgrenze zu Lüdenscheid. Nachbarorte sind Gehärte, Heesfeld und die Heesfelder Mühle, Husen und die Lüdenscheider Ortsteile Wahrde, Winkhausen und Brügge. In Ostendorf zweigen die Zufahrten nach Halverscheid und Grünewald ab. Südlich von Ostendorf liegt das große Waldgebiet um den Raffelnberg.
Das Eugen-Schmalenbach-Berufskolleg ist die kaufmännische Schule des Märkischen Kreises und hat ihren Sitz in Ostendorf etwas südlich der Ursprungssiedlung.

## Geschichte
Ostendorf wurde erstmals 1818 und 1839 urkundlich erwähnt, die Entstehungszeit der Siedlung wird aber im Zeitraum zwischen 1300 und 1400 in der Folge der zweiten mittelalterlichen Rodungsperiode vermutet. Ostendorf war ein Unterhof von Heesfeld.
1818 lebten zehn Einwohner im Ort. 1838 gehörte Ostendorf der Oeckinghauser Bauerschaft innerhalb der Bürgermeisterei Halver an. Der laut der Ortschafts- und Entfernungs-Tabelle des Regierungs-Bezirks Arnsberg als Ackergut kategorisierte Ort besaß zu dieser Zeit ein Wohnhaus, eine Fabrik bzw. Mühle und ein landwirtschaftliches Gebäude. Zu dieser Zeit lebten neun Einwohner im Ort, allesamt evangelischen Glaubens.
Das Gemeindelexikon für die Provinz Westfalen von 1887 gibt eine Zahl von 24 Einwohnern an, die in zwei Wohnhäusern lebten.
Seit dem Frühmittelalter (nach anderen Angaben seit vorgeschichtlicher Zeit) führte an Ostendorf eine bedeutende Altstraße von Köln über Wipperfürth, Halver, Lüdenscheid, Werdohl und Arnsberg nach Soest vorbei, ein Handels-, Pilger- und Heerweg. Aus diesem Grund haben sich im Wald südlich von Grünewald bei der Schule Hohlwegbündel erhalten.

## Wander- und Radwege
Ostendorf wird durch den Halveraner Rundweg (Wegzeichen: H im Kreis) durchquert.